# Travis Smith (musiker)
Travis Smith, född 29 april 1982 i Bainbridge i Georgia, är en amerikansk trummis. Han spelade i metalbandet Trivium mellan 1999 och 2009. Han spelar på DDrum och Sabian.